# Super Trouper (singel)
Super Trouper – singel zespołu ABBA z siódmego albumu studyjnego Super Trouper. Utwór stał się międzynarodowym hitem, docierając na pierwsze miejsca w wielu listach przebojów. Na stronie B znalazł się utwór „The Piper”.

## Promowanie singla
- Show Express, Niemcy
- Stars TV Gala, Francja
- Dick Cavett Meets ABBA, Szwecja